# Маніаче
Маніаче (італ. Maniace, сиц. Maniàci) — муніципалітет в Італії, у регіоні Сицилія,  метрополійне місто Катанія.
Маніаче розташоване на відстані близько 490 км на південний схід від Рима, 130 км на схід від Палермо, 50 км на північний захід від Катанії. Названий на честь візантійського воєначальника Георгія Маніака, який у 1039-1040 рр. здійснив спробу відвоювати в арабів Сицилію.
Населення — 3736 осіб (2014).
Щорічний фестиваль відбувається 20 травня. Покровитель — San Sebastiano.

## Демографія
Населення за роками:

Станом на 1 січня 2023 року в муніципалітеті офіційно проживало 15 іноземців з 5 країн, серед них 10 громадян країн Євросоюзу.

## Сусідні муніципалітети
- Бронте
- Чезаро
- Лонджі